# Upchurch
Upchurch es una parroquia civil y un pueblo del distrito de Swale, en el condado de Kent (Inglaterra).

## Geografía
Según la Oficina Nacional de Estadística británica, Upchurch tiene una superficie de 11,9 km².

## Demografía
Según el censo de 2001, Upchurch tenía 2398 habitantes (49,67% varones, 50,33% mujeres) y una densidad de población de 201,51 hab/km². El 20,1% eran menores de 16 años, el 75,35% tenían entre 16 y 74 y el 4,55% eran mayores de 74. La media de edad era de 38,45 años. Del total de habitantes con 16 o más años, el 22,44% estaban solteros, el 65,03% casados y el 12,53% divorciados o viudos.
El 96,71% de los habitantes eran originarios del Reino Unido. El resto de países europeos englobaban al 1,33% de la población, mientras que el 1,96% había nacido en cualquier otro lugar. Según su grupo étnico, el 97,58% eran blancos, el 0,88% mestizos, el 0,71% asiáticos, el 0,38% negros, el 0,13% chinos y el 0,21% de cualquier otro. El cristianismo era profesado por el 78,91%, el hinduismo por el 0,21%, el islam por el 0,25%, el sijismo por el 0,38% y cualquier otra religión, salvo el budismo y el judaísmo, por el 0,46%. El 13,15% no eran religiosos y el 6,64% no marcaron ninguna opción en el censo.
1231 habitantes eran económicamente activos, 1196 de ellos (97,16%) empleados y 35 (2,84%) desempleados. Había 956 hogares con residentes y 20 vacíos.